# Karl Künstler
Pour l’article homonyme, voir Karl Künstler (acteur).
Karl Künstler (12 janvier 1901 à Zella, probablement en avril 1945 à Nuremberg) est un SS-Obersturmbannführer allemand et commandant du camp de concentration de Flossenbürg pendant la Seconde Guerre mondiale.

## Biographie
Fils de barbier, Künstler termine sa scolarité et part travailler à la poste de Cassel en 1915, contre la volonté de ses parents. À partir de 1919, il devient Berufssoldat et sert pendant douze ans dans la Reichswehr, où il fréquente la Heeresfachschule für Verwaltung und Wirtschaft (École technique militaire de gestion et d'économie) en plus de divers cours de formation. Il se marie en 1929 et aura deux enfants. Künstler, promu Feldwebel dans la Reichswehr, quitte l'armée en 1931 avant de rejoindre la SS (membre n ° 40 005) et le parti nazi (membre n ° 1 238 648) la même année. De 1934 à 1935, il est affecté à la SS-Verfügungstruppe à Jüterbog, puis brièvement à la SS-Totenkopfverbände à Brandebourg. Après une formation dans la SS-Junkerschule Bad Tölz en 1936, il est transféré dans la SS-Totenkopfstandarte Oberbayern pour devenir commandant en décembre 1939.
En janvier 1939, Künstler devient commandant du camp de concentration de Flossenbürg après le suicide du commandant Jakob Weiseborn le 20 janvier 1939. Sous Künstler, qui fut particulièrement autoritaire, les conditions de vie du camp se dégradèrent. En outre, il fut responsable d'exécutions massives de prisonniers polonais et soviétiques, introduisit un congé spécial de deux semaines pour les gardes, et abattit des prisonniers en fuite.
En août 1942, il est relevé de son poste de commandant du camp pour alcoolisme et débauche, remplacé par Oswald Pohl qui est remplacé à son tour deux mois plus tard par son adjoint, le Schutzhaftlagerführer Karl Fritzsch, avant qu'Egon Zill ne soit nommé commandant du camp. Künstler, comme d'autres commandants et membres du personnel des camps de concentration, fut inculpé par le juge SS Georg Konrad Morgen. Après son procès, il est transféré dans la 7e SS-Freiwilligen-Gebirgs-Division Prinz Eugen où il est probablement tué pendant la bataille de Nuremberg en avril 1945. Künstler est déclaré mort à Erlangen en 1949.